# Piédalu fait des miracles
Série Piédalu
Piédalu à Paris
(1951) Piédalu député
(1954)
Pour plus de détails, voir Fiche technique et Distribution.
Piédalu fait des miracles est un film français réalisé par Jean Loubignac, sorti en 1952.

## Fiche technique
- Titre : Piédalu fait des miracles
- Réalisation : Jean Loubignac, assisté d'André Cantenys et Guy Labourasse
- Scénario : Jean Loubignac et Ded Rysel
- Dialogues : Ded Rysel
- Décors : Louis Le Barbenchon
- Photographie : René Colas
- Son : Jean Bertrand
- Montage : Jacques Mavel
- Musique : Henri Bourtayre
- Pays :  France
- Production : Optimax Films - Lux Compagnie Cinématographique de France
- Durée : 90 minutes
- Date de sortie : 
  - France : 10 octobre 1952

## Distribution
- Ded Rysel :  Piédalu
- Mary Marquet
- Marcelle Arnold
- Félix Oudart
- Claire Olivier
- Roger Blin
- Jacques Berlioz
- Max Dalban
- Olivier Mathot
- Raymond Cordy
- Albert Duvaleix
- Max Dejean
- Robert Le Fort
- Mag-Avril
- Clara Tambour
- Charles Lemontier
- Françoise Soulié